# B in the Mix: The Remixes
Albums de Britney Spears
Greatest Hits: My Prerogative
(2004) Blackout
(2007)
Singles
1. And Then We Kiss
Sortie : 31 octobre 2005

B in the Mix: The Remixes est un album de remixes de la chanteuse Britney Spears, sorti le 22 novembre 2005 sous Jive Records. L'album se compose de sept singles de Britney Spears et de trois titres figurant sur l'album In the Zone paru en 2003. Les remixes ont été travaillés par des producteurs tels que Stuart Price ou Peter Rauhofer. La musique a été influencée par divers genres de musique électronique, comme l'ambient et la techno. B in the Mix: The Remixes inclut également une nouvelle chanson, And Then We Kiss, sorti uniquement en tant que single promotionnel.

## Genèse
Le 28 septembre 2005, Jive Records annonce par le biais d'un communiqué de presse la sortie d'un album de remixes, intitulé Remixed. Toutefois, le 8 novembre 2005, il est reporté par Jennifer Vineyard, une source de MTV, que l'album s'intitulera B in the Mix: The Remixes, et qu'il sortira le 22 novembre 2005. L'opus comprend des chansons des albums précédents de Britney Spears, remixées par plusieurs DJ. Stuart Price, qui a travaillé sur l'album, avait déjà remixé Breathe on Me extrait de In the Zone pour un disque bonus en édition limitée de la compilation, Greatest Hits: My Prerogative, de Britney Spears sortie en 2004. B in the Mix: The Remixes inclut aussi une nouvelle chanson, And Then We Kiss. La chanson devait auparavant être incluse en septembre sur un disque bonus du DVD Britney & Kevin: Chaotic paru en 2005, mais a été écartée pour des raisons inconnues. B in the Mix:. The Remixes se décline en deux couvertures. Sur l'édition américaine, Britney Spears n'apparaît pas sur la pochette, il y a un papillon à la place. Sur l'édition internationale, Britney Spears apparaît derrière le papillon.

## Réception
Les critiques ont donné des avis mitigés sur l'album. Certaines critiques ont considéré B in the Mix: The Remixes comme une bonne compilation de remixes, tandis que d'autres ont fait valoir que l'album a été conçu comme un produit et ont également critiqué ce qu'ils considèrent comme une voix faible. B in the Mix: The Remixes s'est classé dans les charts de Belgique, du Japon, de l'Italie et aux États-Unis, où il a culminé numéro quatre au Billboard Dance/Electronic Albums. L'opus a reçu de promotion minime, And Then We Kiss a uniquement été publié en tant que single promotionnel.
Aux États-Unis, B in the Mix: The Remixes a fait ses débuts à la cent trente-quatrième place du Billboard 200 s'écoulant à 14 000 exemplaires dans sa première semaine d'exploitation. Selon Nielsen SoundScan, l'album s'est vendu à plus de 105 000 exemplaires toujours aux États-Unis. L'album a également débuté quatre-vingt-dix-neuvième en Belgique, cinquante-neuvième en Italie et la vingt-cinquième place au Japon, où il est resté huit semaines dans le classement.

## Liste des titres
| #   | Titre                                                       | Compositeur(s)                                                                                                | Remixeur(s)                            | Durée |
| --- | ----------------------------------------------------------- | --- | -------------------------------------- | ----- |
| 1.  | Toxic (Peter Rauhofer Reconstruction Mix Edit)              | Cathy Dennis, Christian Karlsson, Pontus Winnberg, Henrik Jonback                                             | Peter Rauhofer                         | 6:46  |
| 2.  | Me Against the Music (Justice Remix) (featuring Madonna)    | Britney Spears, Madonna, Christopher Stewart, Penelope Magnet, Thabiso Nikhereanye, Terius Nash, Gary O'Brien | Justice                                | 4:01  |
| 3.  | Touch of My Hand (Bill Hamel Remix)                         | Britney Spears, Jimmy Harry, Bale'wa Muhammad, Shep Solomon                                                   | Bill Hamel, Barry Jamieson             | 5:19  |
| 4.  | Breathe on Me (Jacques Lu Cont's Thin White Duke Mix)       | Stephen Lee, Steven Anderson, Lisa Greene                                                                     | Stuart Price                           | 3:55  |
| 5.  | I'm a Slave 4 U (Dave Audé Slave Driver Mix)                | Chad Hugo, Pharrell Williams                                                                                  | Dave Audé                              | 5:51  |
| 6.  | And Then We Kiss (Junkie XL Remix)                          | Britney Spears, Michael Taylor, Paul Barry                                                                    | Junkie XL                              | 4:27  |
| 7.  | Everytime (Valentin Remix)                                  | Britney Spears, Annette Artani                                                                                | Valentin                               | 3:24  |
| 8.  | Early Mornin' (Jason Nevins Remix)                          | Britney Spears, Moby, Stewart, Magnet                                                                         | Jason Nevins                           | 3:38  |
| 9.  | Someday (I Will Understand) [Hi-Bias Signature Radio Remix] | Britney Spears                                                                                                | Nick "Fierce" Fiorucci, Taras Harkavyi | 3:46  |
| 10. | ...Baby One More Time (Davidson Ospina 2005 Remix)          | Max Martin | Davidson Ospina                        | 4:47  |
| 11. | Don't Let Me Be the Last to Know (Hex Hector Club Mix Edit) | Robert Lange, Shania Twain, Keith Scott                                                                       | Hex Hector, Dezrok                     | 8:15  |

### Édition japonaise (pistes bonus)
| #   | Titre                                                    | Compositeur(s)     | Remixeur(s) | Durée |
| --- | -------------------------------------------------------- | ------------------ | ----------- | ----- |
| 12. | Stronger (Mac Quayle Mixshow Edit)                       | Martin, Rami       | Mac Quayle  | 5:21  |
| 13. | I'm Not a Girl, Not Yet a Woman (Metro Mix)              | Dido, Martin, Rami |             | 5:25  |
| 14. | Someday (I Will Understand) [Gota Remix] (featuring MCU) | Britney Spears     |             | 3:52  |

### iTunes Store(pistes bonus)
| #   | Titre                                                 | Compositeur(s)                           | Remixeur(s)                | Durée |
| --- | ----------------------------------------------------- | ---------------------------------------- | -------------------------- | ----- |
| 12. | Toxic (Peter Rauhofer Reconstruction Radio Edit)      | Dennis, Karlsson, Winnberg, Jonback      | Peter Rauhofer             | 4:30  |
| 13. | Touch of My Hand (Bill Hamel Dub)                     | Britney Spears, Harry, Muhammad, Solomon | Bill Hamel, Barry Jamieson | 7:17  |
| 14. | I'm a Slave 4 U (Dave Audé Slave Driver Extended Mix) | Hugo, Williams                           | Dave Audé                  | 7:05  |

## Charts
| Classement (2005)                            | Meilleure position |
| -------------------------------------------- | ------------------ |
| Belgique                                     | 99                 |
| Italie                                       | 59                 |
| Japon                                        | 25                 |
| États-Unis Billboard 200                     | 134                |
| États-Unis Billboard Dance/Electronic Albums | 4                  |